# Кеті Оунпуу
Кеті Оунпуу (ест. Kethy Õunpuu; нар. 4 грудня 1987, Таллінн, Естонська РСР) — естонська футболістка, півзахисниця «Флори» (Таллінн) та жіночої збірної Естонії.

## Клубна кар'єра
Футбольну кар'єру розпочала 2005 року в «Кетні Юнайтед». Наступного року перейшла до «Калева» (Таллінн). З 2009 року захищає кольори іншого столичного клубу, «Флори».

## Кар'єра в збірній
У футболці національної збірної Естонії дебютувала 27 червня 2008 року в поєдинку проти Туреччини. Загалом зіграла за національну команду понад 100 матчів (100-й матч провела 4 жовтня 2019 року).

## Досягнення
- Чемпіонат Естонії
  -  Чемпіон (1): 2019
- Суперкубок Естонії
  -  Володар (1): 2020[1]